# Mapuche

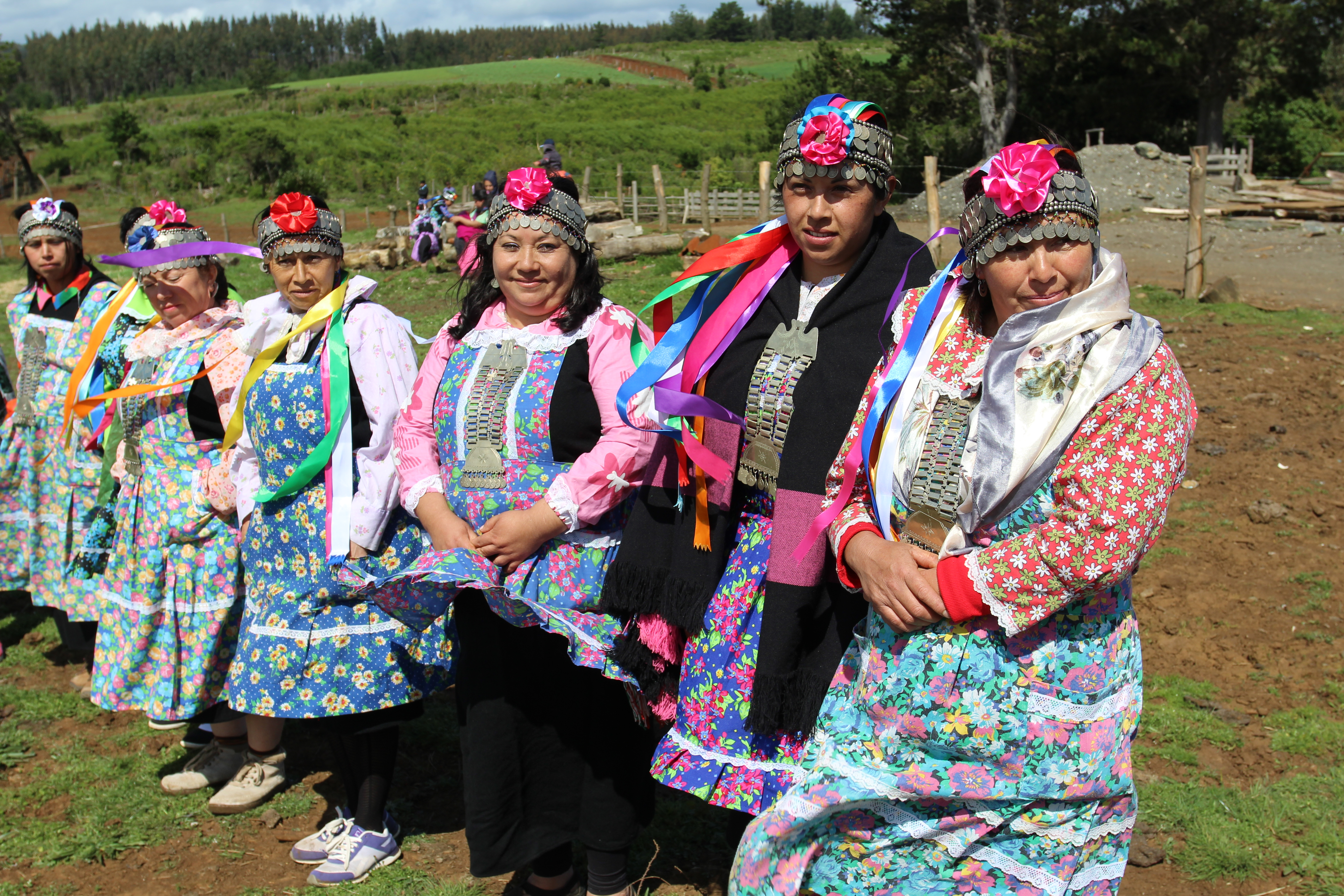
Mapuche kvinnor

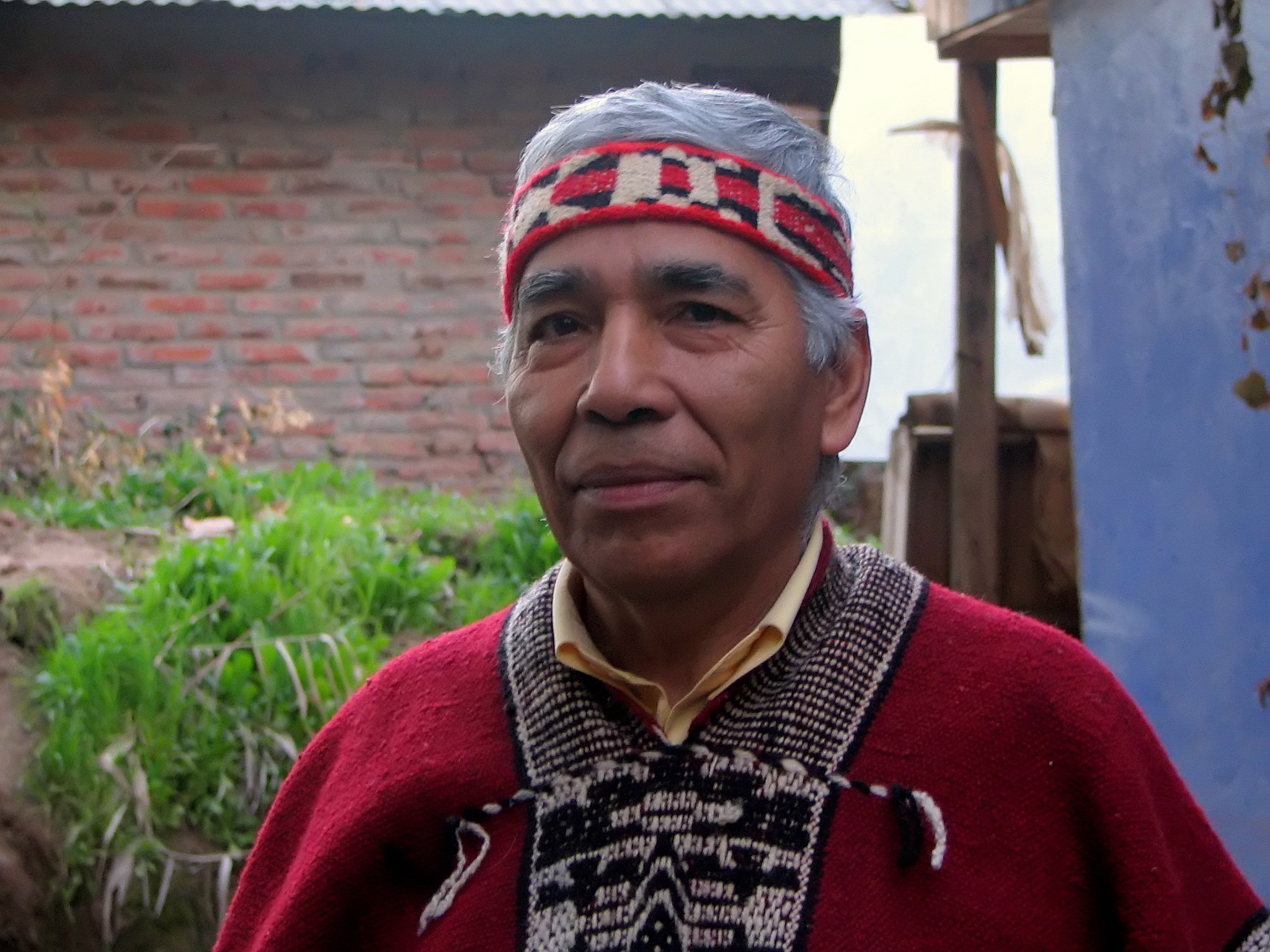
En mapuche lonco (hövding) från Talca, Chile

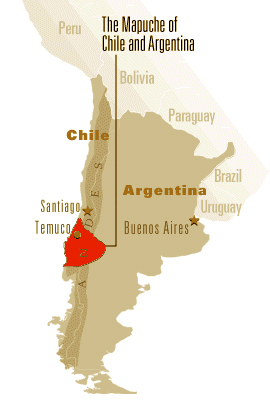
Karta över Mapucheregionen.

Mapuchefolket (mapudungun, jordfolket) är ett ursprungsfolk i Chile och Argentina. I Chile bor Mapuches främst i området mellan Biobíofloden och Golfo Corcovado samt i huvudstaden Santiago. Antalet mapucher var i början av 2000-talet över en miljon.

## Utbredning och antal
Den nya utgåvan av Census-statistik avslöjade uppgifter om ursprungsbefolkningar: 2 185 792 personer hävdar att de tillhör någon infödd eller ursprungsbefolkning, vilket motsvarar 12,8 procent av landets totala befolkning.
Den dominerande urbefolkningen är mapuche med 1 745 147 personer, motsvarande 9,9 procent av den totala chilenska befolkningen. De följs av Aymara med 156 754 personer. Diaguitas å sin sida rankas på tredje plats i denna kategori, med 88 474 personer. Reservaten är små, självstyrande lokala grupper med hövdingar som ärver sitt ledarskap, det vill säga ett slags hövdingadöme. Det antas att cirka 50 000 livnär sig som dagarbetare i flera av de stora chilenska städerna. Mapuchefolket har i stor utsträckning behållit sin kulturella identitet, trots svåra förhållanden både före och efter kuppen i Chile år 1973.

## Kultur och ekonomi
Mapuche består av flera grupper som delar en social, religiös och ekonomisk struktur såväl som språket mapudungun. Dessa grupper är pikumche, sammansattord, pikum, nord/norr; che, Folk/Person, (norrfolket), huilliche  (sydfolket), pehuenche (pehuenfolket, pehuen är mapudungu för brödgranen, (Araucaria träd). 
Mapuchernas ekonomi är i huvudsak baserad på jordbruk, även om vissa grupper fortfarande lever av fiske. De har en social organisation som bygger på storfamiljer med en lonko (hövding). Idag lever dock hälften av mapucherna i städerna. 
Idag uppmärksammas mapucher ofta i media på grund av olika typer av konflikter angående jord, skogsföretag och byggandet av dammar i marker som traditionellt tillhört mapuchefolket.

## Historia

### Ursprung
Idag vet man att det finns vetenskapliga belägg för mapuchefolkets ursprung och existens. Monte Verde är en viktig arkeologisk plats i södra Chile som upptäcktes 1976. För 14 800 år sedan bodde en liten grupp människor nära den nuvarande staden Puerto Montt i närheten av floden Maullin. De arkeologiska lämningarna var exceptionellt välbevarade. År 1997, efter att en grupp forskare kontrollerat platsen, identifierades den som Amerikas äldsta bebodda plats av människor.  Mapudungunspråken de talar, har klassificerats av vissa myndigheter som närstående till penutespråken i Nordamerika. En annan grupp de kan tänkas tillhöra är de andinska språken (Greenberg 1987, Key 1978). Ytterligare andra postulerar en språklig araukanisk-maya-samhörighet. (Stark 1970, Hamp 1971); Croese (1989, 1991) har kommit med hypotesen att språket är relaterat till arawak. Ett av de tidigaste områdena med mänsklig verksamhet i Amerika, Monte Verde, ligger inom vad som senare blev huillicheterritorium, men det finns idag inget påvisat samband mellan Monte Verde-människor och mapuche. 
Mapucherna delade upp sig i grupper som namngavs efter platsen som de bebodde. 
Mapuche stod framgångsrikt emot många försök från inkaimperiet att underkuva dem. 
Huvudartikel: Araucokriget

Mapucheflaggan med Araucostjärnan som användes av Lautaro och inspirerade Bernardo O'Higgins när han skapade Chiles flagga.

Mapuchefolket är ett ursprungsfolk vars existens har kunnat daterats till 23 000 och 50 000 år f.v.t. enligt upptäckten av Monte Verde och andra antropologiska platser i Amerika, såsom Piedra Museo (Argentina), Pedra Furada (Brasilien), Topper (USA) har helt omprövat den rådande teorin om Amerikas bosättning, sen bosättningsteori, grundad på Cloviskulturen, som hävdar att människan bara gick in på den amerikanska kontinenten för ungefär 13 500 år sedan och har lagt grunden till en ny teori om det tidiga folket i Amerika, som placerar inträdesdatumet för mellan 23 000 och 50 000 år sedan. C., samtidigt som den modifierar teorierna om vägarna för inträde och diffusion genom kontinenten. är ättlingar till den ursprungliga befolkningen, araukanerna.
Spanjorerna försökte gång på gång erövra mapuchernas territorium men misslyckades på grund av effektivt försvar från mapuchernas sida. I slutet av 1800-talet annekterades dock mapuchernas land av Chile och Argentina. 
Efter Chiles och Argentinas självständighet från Spanien ställde sig många mapuchegrupper på Spaniens sida. 1861 utropade den franske advokaten och äventyraren Antoine de Tounens kungadömet av Araukanien och Patagonien. Detta skedde som en del av kriget mellan den chilenska staten och mapucherna. Under ett besök i området 1860 greps Antoine de Tounens av sympati för mapuchernas sak, och han kom överens med mapucheledarna om att han skulle utses som kung under namnet Orélie Antoine, för att få internationellt erkännande för mapuchernas territorium och stöd av Frankrikes Napoleon III. Detta misslyckades och blev även ett skäl för Argentina och Chile att påskynda annekteringen av mapuchernas område.[källa behövs]
1863 påbörjades ett krig för att annektera mapuchernas mark. Det pågick ända till 1883. I Chile kallades kriget Pacificieringen av Araukanien medan det i Argentina kallades Ockupationen av Araukanien. 
Mapucherna besegrades slutgiltigt 1883 och deras territorier annekterades av Argentina och Chile. Markerna konfiskerades och många invånare placerades i reservat. Den chilenska och argentinska staten ville utveckla jordbruket i dessa "nya" områden och locka till sig nybyggare. Marker gavs bort till tyskar och andra europeiska nybyggare.[källa behövs]  Detta ledde till fler konflikter, många med dödliga konsekvenser, där mapucherna ofta blev lidande. Kriget och den statliga politik som fördes mot ursprungsfolken var i många avseenden lik den som fördes i Nordamerika och i det övriga Latinamerika. Mapuchernas språk och kultur förbjöds. Mapuchenamn ändrades till spanskklingande namn.[källa behövs] Diskrimineringen av mapuche och andra ursprungsfolk har varit systematisk till i våra dagar.

## Kultur
Mapuchefolket hade precis som aymara, quechua och atacameños kunskap om astronomi, filosofi, historia, konst och andlighet.
De visste redan 3000 år före Christofer Columbus att jorden var rund.
Som sport spelade de palín eller chueca, en sport som liknar hockey eller bandy.
Machí, som motsvarar nåjden hos samerna, ansvarar för den fysiska, mentala och andliga hälsan och är en mycket viktig del av mapuchekulturen, även idag och parallellt med kristendomen. Machín utför healingceremonier (machitùn) och ofta med sin trumma som är personlig och är ett redskap anknuten till den andliga kallas "kultrun". De kan också utföra Guillatún, som är en ceremoni där folket kontaktar den andliga världen. 
De fungerar också som orakel och som rådgivare under alla tider. Machi blir inte vem som helst, utan man föds med de nödvändiga egenskaperna, vilket grundar sig i förmågan att utveckla sig andligt, förmågan om kunskapen om naturmediciner och/eller kunskap i psykologi för att förstå mapuchefolkets drömmar.  

### Språk

Mapucheflaggan

Mapuche är ett folk med eget namn, så som Australiens ursprungsfolk. Deras språk mapudungun är klassat som ett av de två språk som bildar mapuchefamiljen, där också chesungun och huilliche ingår. Mapundungun har inget skriftspråk. 
Då spanjorerna anlände i mitten av 1500-talet talades mapundungun av dem som bodde i områden som sträcker sig mellan Valparaíso och Chiloé i Chile. Under kolonialtiden spreds språket till östra Patagonien och Pampas.

### Idag
Markförlusten resulterade i att delar av mapuchefolket tvingas till att flytta till städer som Santiago och andra storstäder för att få arbete. Många mapucher är skickliga hantverkare, vilket givit dem möjlighet att överleva genom tiderna och är idag en prisad merit och har kunnat existera i balans med naturen i tusentals år. 
Mapuchefolket största kamp förs mot skogsavverkningsföretagen som förstör deras mark.